# Giovanni Coda
Giovanni Coda (Cagliari, 19 gennaio 1964) è un regista, sceneggiatore e fotografo italiano.

## Biografia
Nasce il 19 gennaio 1964 a Cagliari. Dopo gli studi all'Università di Cagliari si trasferisce in Spagna per seguire il Master in Fotografia dell'Idep – Escuela de Fotografía IDEP de Barcelona. Dal 1996 dirige il V-art (Festival Internazionale Immagine d'Autore) e nel 2005 cura la Rassegna audiovisiva del Festival di Musica Elettroacustica Confluencias di Huelva, Spagna. Ha al suo attivo installazioni di fotografia e videoarte in musei e gallerie di varie città tra cui Venezia (Biennale della videoarte), Tokyo (Ayoama University), Londra (Watermans Arts Centre), Parigi (Maison d'Italie), Madrid (Museo del Rejna Sofia), Milano (Biennale della Videoarte), Roma (Teatro Vittorio, Macro Asilo). 
Nel 2013 esordisce con il suo primo lungometraggio Il rosa nudo, proiettato in anteprima nazionale all'edizione 2013 del Torino GLBT Film Festival. Dal 2020 è consigliere e giurato dell’Advisory Council del Social Justice Film Festival & Institute di Seattle.

## Filmografia

### Regista
Lungometraggi
- Il rosa nudo (2013)
- Bullied to Death (2016)
- Mark's Diary (2019)
- Histoire d'une larme (2021)
- La sposa nel vento (2022)

Cortometraggi
- Ne Varietur (1991, 50’)
- Il Lampadario (1994, 50’)
- P-salm (1995, 5’)
- L'attesa (1995, 45’)[2]
- L'ombra del ricordo (1996, 45’)[3][4]
- Heaven Heaven (1997, 15’)
- InTollerance (1998, 1’)
- Il passeggero (1998)[5]
- Ombre (1998,15’)
- Lìmites (1999, 10’)
- Drawing (2000, 5’)
- Serafina (2002, 18’)[6]
- X-Vision (2002, 45’)
- Diario (2002, 10’)
- Inferno I (2002, 50’)
- Other Body (2003, 30’)
- Viaggio Per Caso (2003, 5’)
- TVSet (2003, 5’)
- Dentro una maschera (2003, 13’)
- Inferno II (2003, 50’)
- Jean (2003, 15’)
- Paisaje de Guerra (2003, 25’)
- WarDerLand (2004, 15’)
- Inferno III (2004, 50’)
- The Body (2004, 45’)
- TVBody (2005, 15’)
- It Won’t Stop (2005, 7’)
- Il Trucco e l’Anima (2005, 30’)
- One TV Hour (2005, 65’)
- Solo (2005, 25’)
- Soul Waters (2006, 15’)
- Big Talk (2005, 65’)[7]
- The Box Man (2008, 15’)
- I racconti del mare (2009, 15’)
- Cosa ti darò (2009, 20’)
- Anime (2010, 20’)
- Teresa (2011, 15’)
- Brightness (2012, 22’)[8]
- Xavier